# دوسيد (مهاباد)
قرية دوسيد (بالكردية: دووسەید) هي إحدى القرى التابعة لـمنغور الشرقية في ريف قسم خليفان من مقاطعة مهاباد، في محافظة أذربیجان الغربیة الإيرانية.

## السكان
حسب إحصاءات سنة 2006، بلغ إجمالي السكان في دوسيد 66 نسمة وعدد المساكن 8 مسكن. لغة سكان دوسيد هي اللغة الكردية و هم من أهل السنة والجماعة والمذهب الشافعي.